# منتخب جزر كايمان للكريكت
منتخب جزر كايمان للكريكت هو ممثل جزر كايمان الرسمي في المنافسات الدولية في الكريكت
.